# Montezuma Castle National Monument
Le monument national de Montezuma Castle est un monument national des États-Unis situé dans l'Arizona.
Le monument national Château Montezuma (en anglais, Montezuma Castle National Monument) est un monument national des États-Unis situé dans l'Arizona central, dans la vallée de la rivière Green. Il occupe une superficie de 6,70 kilomètres carrés et a la terre des mieux conservés zone de logement Hohokam. Nommé d'après le dernier souverain des Aztèques, mais n'a pas de lien direct avec un tel caractère historique ou le peuple aztèque.
Le Montezuma Castle est une structure de briques d'adobe sur cinq étages, comprenant 20 appartements accessibles par des ouvertures dans le toit, débouchant sur des escaliers. Il remonte à 1100 apr. J.-C., construit sur une falaise près de 24 m au-dessus du fond de la vallée. Au nord-est du puits de Montezuma, qui est bordée par un grand évier logements communaux.
Le nom Montezuma fait référence au souverain aztèque Moctezuma II.
Après avoir été redécouvert à la fin du XIXe siècle, celui -ci est devenu le troisième monument national établi aux États-Unis, créé le 8 décembre 1906 par proclamation du président Theodore Roosevelt, sur la base des pouvoirs accordés aux antiquités récemment adopté la loi de 1906 (« loi sur les antiquités »).